# زيت القنب

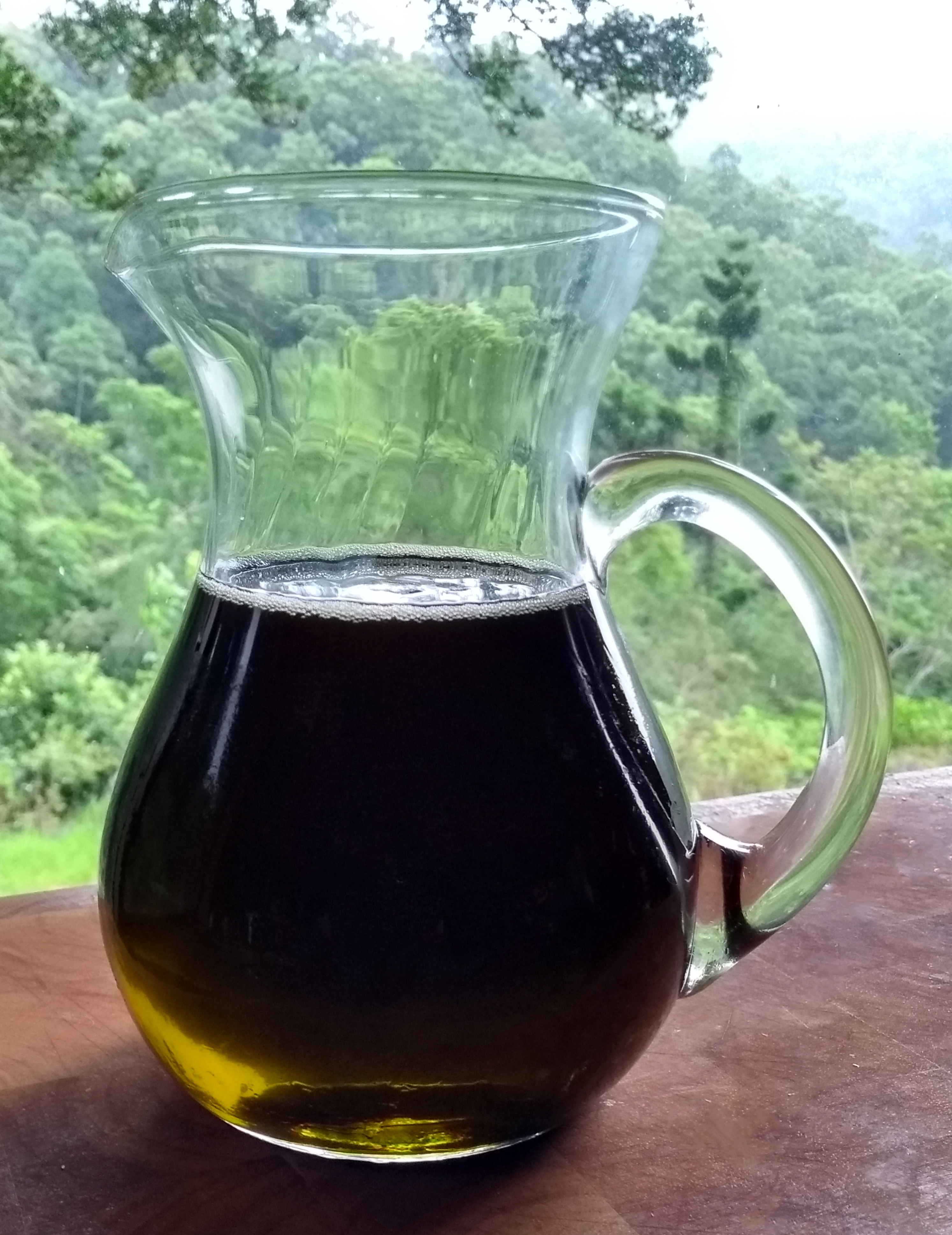
زيت بذرة القنب

زيت القنب هو زيت ناتج من عصر بذور القنب. بعد العصر يتم حفظه في جو بارد وفي مكان مظلم وثم يتم إضافة نكهة الجوز فيه. كلما كان لونه أكثر سواد كلما كان مذاقه أفضل. هذا الزيت يختلف عن زيت الحشيشة وألذي يحوي على مواد مخدرة من زهرة القنب الهندي.
يتم استخلاص زيت القنب من نبات القنب وهو نبات يحتوي على مكونات مشابهة لتلك الموجودة في نبات الماريجوانا، إذ يحتوي هذا الزيت على مادتين موجودتان في نبات الماريجوانا وهما: مادة الكانبيديول (Cannabidiol)، ومركب رباعي الهيدروكابينول (delta-9 Tetrahydrocannabinol).
تعمل مادة الكانبيديول على مستقبلات جهاز المناعة والتي تؤثر على مستوى الألم والالتهاب، أما مركب رباعي الهيدروكابينول فيعمل على مستقبلات المزاج والتي بإمكانها رفع مستوى وتحسين المزاج.
ويجب التنويه أنه لا يجب أن تتجاوز نسبة مادة رباعي الهيدروكانبيول في زيت القنب 0.3% حتى يُعد استعماله قانوني.

## وصف
زيت بذزور القنب المكرر، يكون شفاف وعديم اللون وقليل النكهة، أما زيت القنب غير المكرر والذي تم عصره على البارد، يكون لونه داكنًا يميل إلى اللون الاخضر الفاتح، ويكون له نكهة جوزية، وكلما كان اللون أغمق كلما كانت النكهة عشبية. يستخدم زيت القنب المكرر بشكل أساسي في منتجات العناية بالجسم. يدخل في صناعة الصابون والشامبو والمنظفات، ويستخدم زيت بذور القنب الصناعي في مواد التشحيم والدهانات والأحبار والبلاستيك. ويمكن استخدام زيت القنب كمادة خام لإنتاج الديزل الحيوي. ويحتوي الزيت لى نسبة (1:3) من أحماض أوميجا-6، وأحماض أوميجا -3 الدهنية الأساسية.

## التصنيع والاستخلاص
يتم تصنيع زيت بذور القنب من أصناف نبات القنب الهندي، التي لا تحتوي كميات كبيرة من "رباعي الهدروكانابينول THC" وهو العنصر النفسي الرئيس الموجود في نبات القنب، تتضمن عملية التصنيع عادة، تنظيف البذور بشكل جيد وبنسبة تصل إلى 99.99% قبل الشروع في عملية عصر الزيت. بذور القنب لا يوجد بداخلها رباعي الهدروكانابينول، وعلى الرغم من ذلك يمكن العثور على كميات ضئيلة من رباعي الهدروكانابينول في زيت بذور القنب، وربما يعود ذلك إلى التصاق المادة النباتية بسطح البذور أثناء عملية التصنيع. ومنذ عام 1988م نجح الإنتاج الحديث لزيت بذور القنب، وخاصة في كندا، في خفض قيم عنصر رباعي الهدروكانابينول في الزيت المنتج.
وتظهر العينات المعتمدة والمنتظمة من رباعي الهدروكانابينول في زيت بذور القنب الكندي، أن مستويات رباعي الهدروكانابينول عادة ما تكون أقل من حد الكشف البالغ 4 أجزاء من المليون، أو 4 ملغم/كغم، فيما يمثل الحد القانوني لمحتوى رباعي الهدروكانابينول في المواد الغذائية في كندا 10 أجزاء من المليون، بعض دول الأتحاد الأوربي وضعت حدود تقدر بــ 5 أجزاء من المليون، أو أنه "لم يتم الكشف" في حين لم تضع بقية دول الأتحاد حدودًا في ذلك.

## التغذية
يحتوي زيت بذور القنب على 76% من الدهون المتعددة غير المشبعة، بما في ذلك أحماض أميجا-6 الدهنية مثل حمض اللينوليك 54%، وحمض جاما لينولينيك 3%، ويحتوي كذلك على أحماض أوميجا-3 الدهنية مثل حمض ألفا لينولينيك 17%، وحمض ستيريدونيك 2%، وكل من حمض اللينوليك، والألفا لينولينيك من الأحماض الدهنية الأساسية. بالإضافة إلى ذلك يحتوي زيت بذور القنب على (من 5 إلى 11%) من الدهون الآحادية غير المشبعة، وعلى 5% إلى 7% من الدهون المشبعة. وكما هو الحال في الزيوت والدهون الأخري، يعطي زيت بذور القنب 9 سعرة حرارية/جرام. من أجل كل ذلك فهو زيت صالح للغذاء.
وعند مقارنة زيت بذور القنب مع زيوت الطهي الأخرى، وجد أن زيت القنب يحتوي على نسبة منخفضة من الدهون المشبعة، وانه غني بالدهون غير المشبعة، كما أن نقطة دخانه منخفضة نسبيًا، لذلك لا يصلح للقلي ويستخدم في المقام الأول كزيت طعام ومكمل غذائي.

## معرض الصور

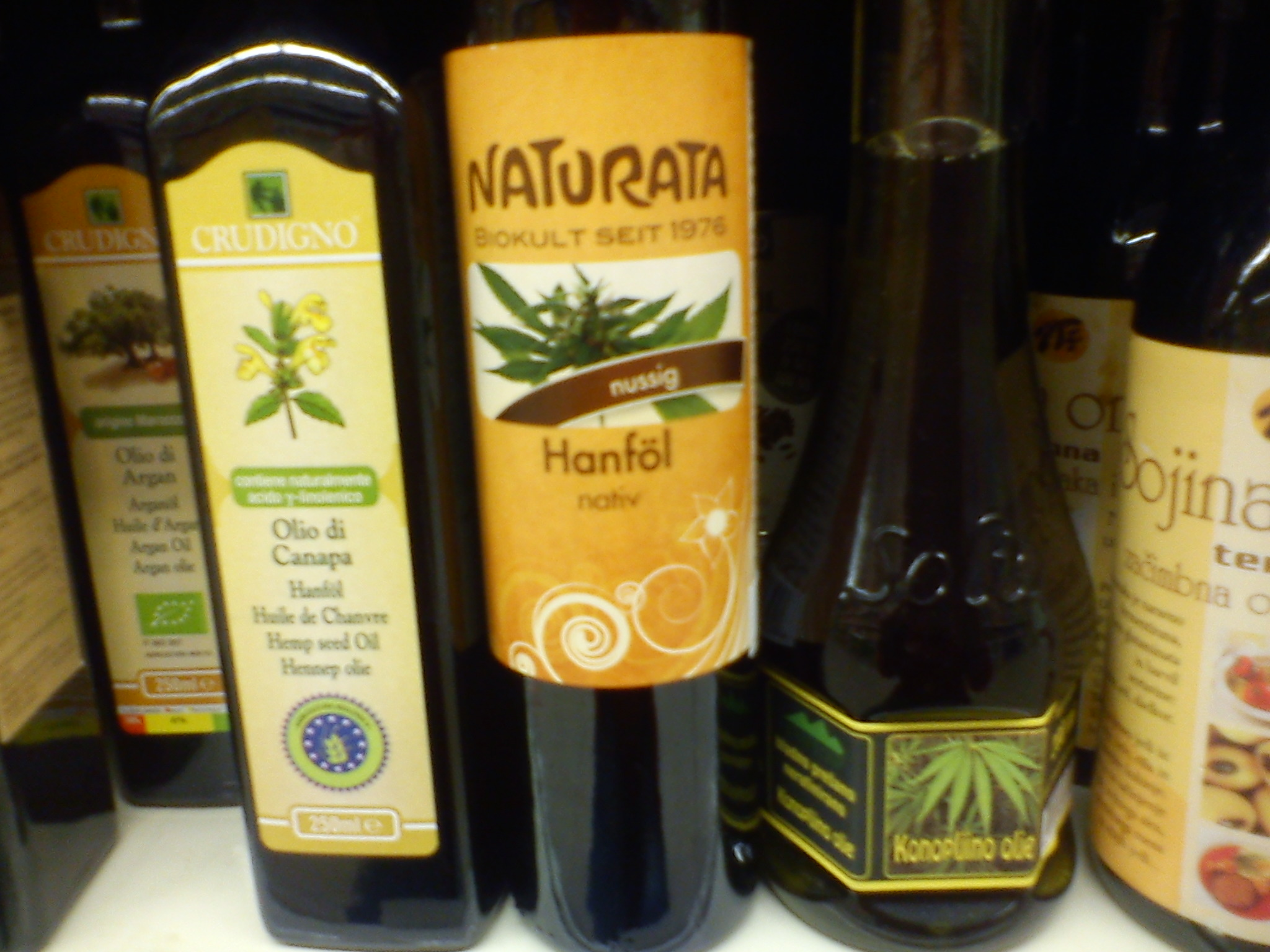
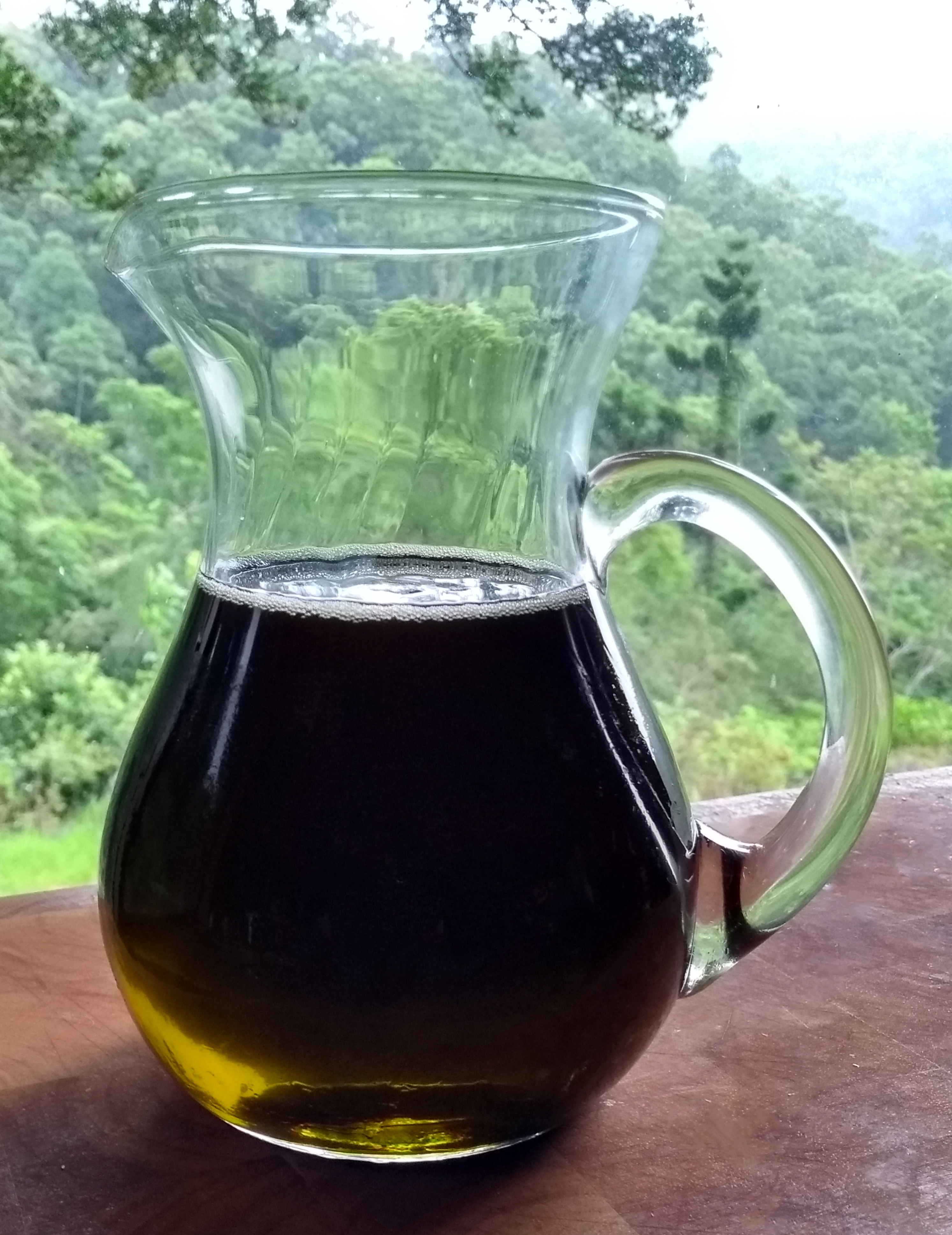
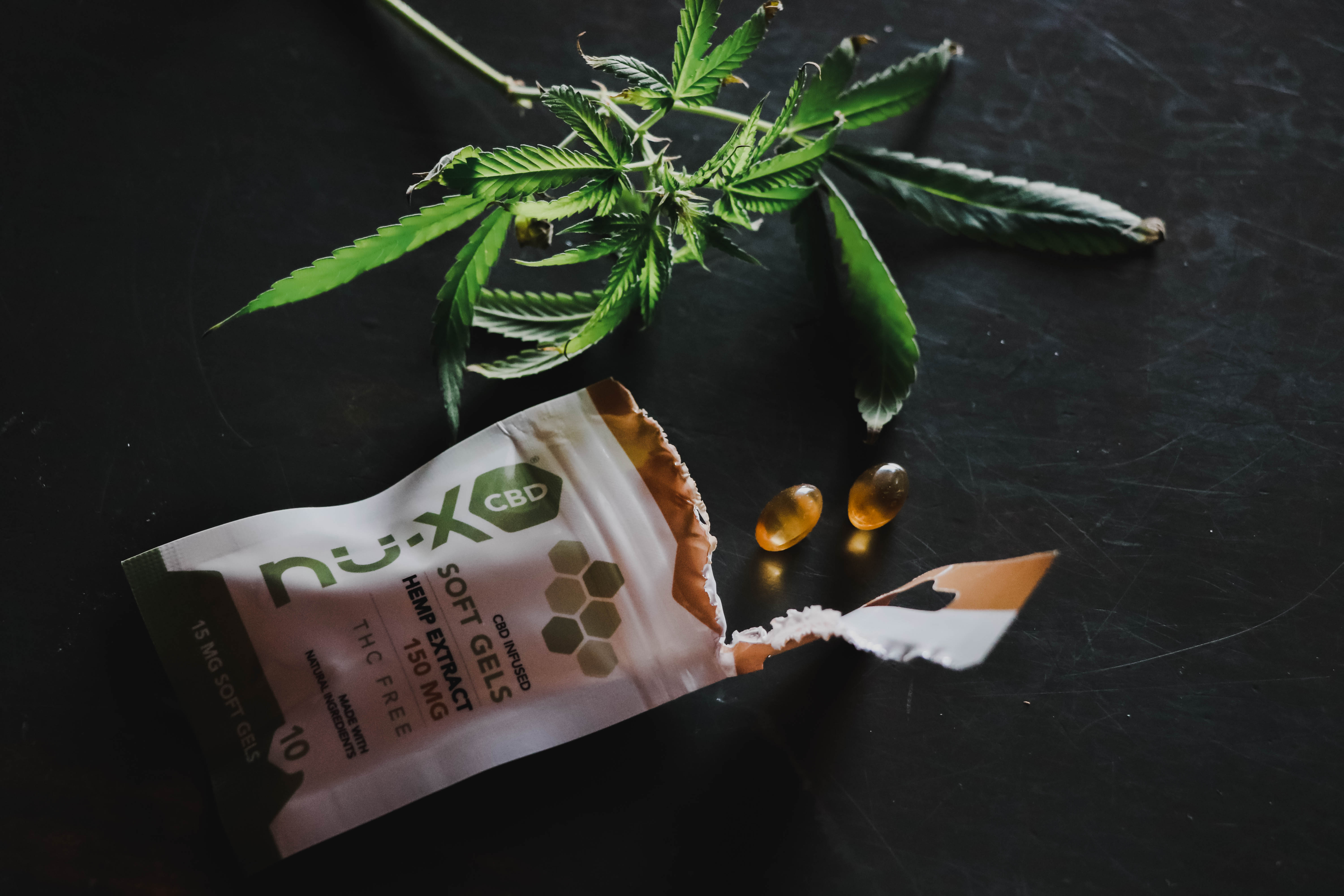
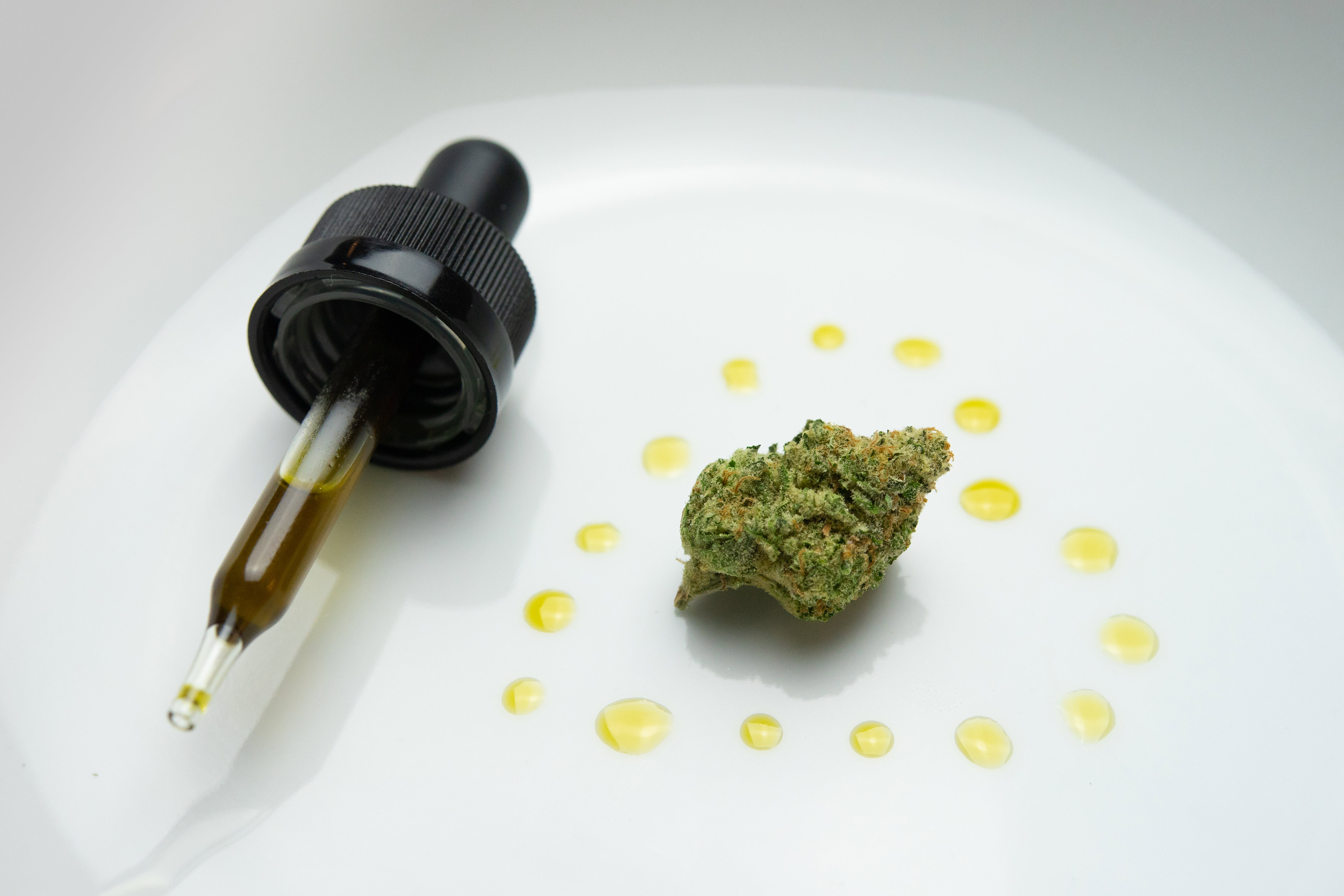
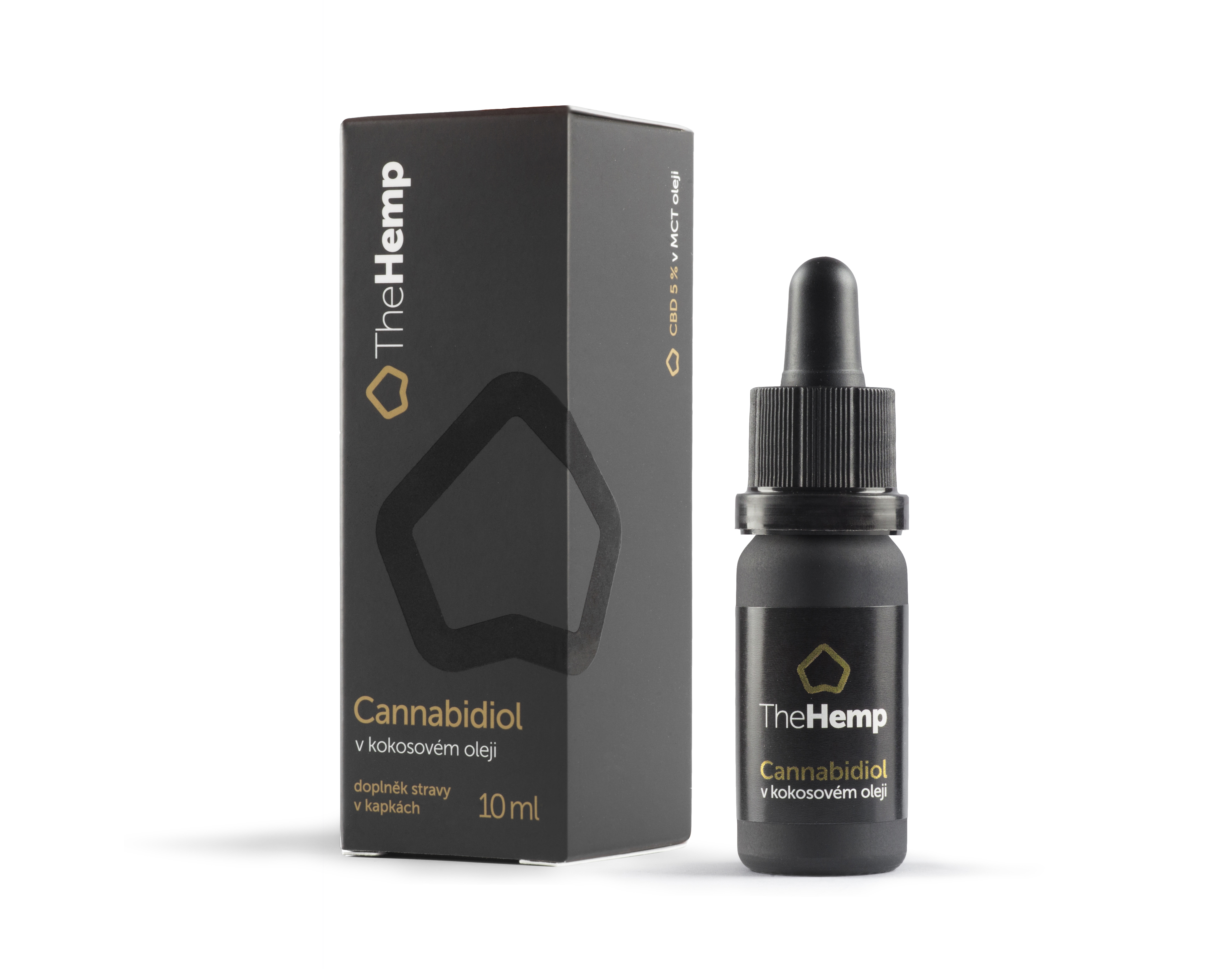
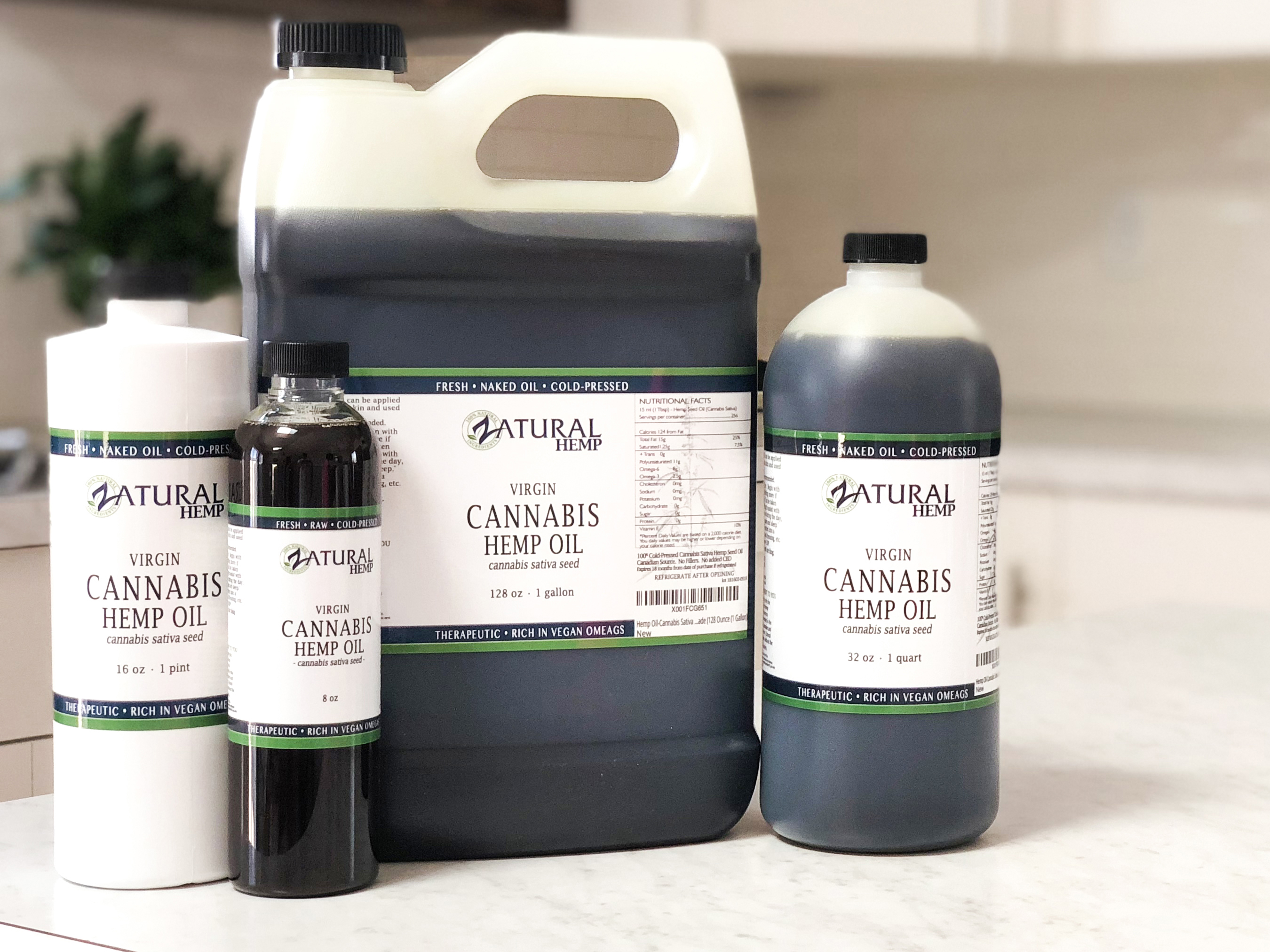

## المقارنة مع زيوت نباتية أخرى
| الاسم                   | نوع المعالجة | الأحماض الدهنية المشبعة | الأحماض الدهنية الأحادية غير المشبعة | الأحماض الدهنية الأحادية غير المشبعة | الأحماض الدهنية المتعددة غير المشبعة       | الأحماض الدهنية المتعددة غير المشبعة | الأحماض الدهنية المتعددة غير المشبعة | الأحماض الدهنية المتعددة غير المشبعة | نقطة الدخان درجة مئوية/ فهرنهايت |
| الاسم                   | نوع المعالجة | الأحماض الدهنية المشبعة | حمض الأوليك أوميجا-9                 | المجموع                              | نسبة الأحماض الدهنية في الغذاء أوميجا- 3:6 | حمض اللينوليك أوميجا-6               | حمض ألفا لينولينيك أوميجا-3          | المجموع                              | نقطة الدخان درجة مئوية/ فهرنهايت |
| ----------------------- | ------------ | ----------------------- | ------------------------------------ | ------------------------------------ | ------------------------------------------ | ------------------------------------ | ------------------------------------ | ------------------------------------ | -------------------------------- |
| الأفوكادو               |              | 11.6                    | 52-66                                | 70.6                                 | 1 : 12.5                                   | 12.5                                 | 1                                    | 13.5                                 | 250 م / 482                      |
| جوز البرازيل            |              | 24.8                    | 31.3                                 | 32.7                                 | 1 : 419                                    | 41.9                                 | 0,1                                  | 42.0                                 | 208/ 406                         |
| الكانولا                |              | 7.4                     | 61.8                                 | 63.3                                 | 1 : 2                                      | 18.6                                 | 9.1                                  | 28.1                                 | 204 / 400                        |
| جوز الهند               |              | 82.5                    | 6                                    | 6.3                                  | 1 : 88                                     | 1.68                                 | 0.019                                | 1.7                                  | 175 / 347                        |
| الذرة                   |              | 12.9                    | 27.3                                 | 27.6                                 | 1 : 58                                     | 58                                   | 1                                    | 54.7                                 | 232 / 450                        |
| بذور القطن              |              | 25.9                    | 19                                   | 17.8                                 | 1 : 54                                     | 54                                   | 1                                    | 51.9                                 | 216 / 420                        |
| بذور القطن              | مهدرج        | 93.6                    |                                      | 1.5                                  | 1 : 1.5                                    | 0.3                                  | 0.2                                  | 0.6                                  |                                  |
| بذور الكتان             |              | 9.0                     | 18                                   | 18.4                                 | 1: 0,2                                     | 13                                   | 53                                   | 67.8                                 | 107 / 225                        |
| بذور العنب              |              | 10.4                    | 14.3                                 | 14.8                                 | عالية جدًا                                  | 74.7                                 | 0.15                                 | 74.9                                 | 216 / 421                        |
| بذور القنب              |              | 7.0                     | 9.0                                  | 9.0                                  | 1 : 2.5                                    | 54.0                                 | 22.0                                 | 82.0                                 | 166 / 330                        |
| زيت القرطم عالي الأوليك |              | 7.5                     | 75.2                                 | 75.2                                 | عالية جدًا                                  | 12.8                                 | 0                                    | 12.8                                 | 212 / 414                        |
| زيتون (بكر ممتاز)       |              | 13.8                    | 71.3                                 | 73.0                                 | 1 : 14                                     | 9.8                                  | 0.7                                  | 10.5                                 | 193 / 380                        |
| النخيل                  |              | 49.3                    | 40                                   | 37.0                                 | 1 : 45.5                                   | 9.1                                  | 0.2                                  | 9.3                                  | 235 / 455                        |
| النخيل                  | مهدرج        | 88.2                    |                                      | 5.7                                  |                                            |                                      |                                      | 0                                    |                                  |
| الفول السوداني          |              | 16.2                    | 55.4                                 | 57.1                                 | 1 : 61.6                                   | 19.6                                 | 0.318                                | 19.9                                 | 232 / 450                        |
| زيت نخالة الأرز         |              | 25                      | 38.4                                 | 38.4                                 | 1 : 15.6                                   | 34.4                                 | 2.2                                  | 36.6                                 | 232 / 450                        |
| السمسم                  |              | 14.2                    | 39.3                                 | 39.7                                 | 1 : 138                                    | 41.3                                 | 0.3                                  | 41.7                                 |                                  |
| فول الصويا              |              | 15.6                    | 22.6                                 | 22.8                                 | 1: 7.3                                     | 51                                   | 7                                    | 57.7                                 | 238 / 460                        |
| فول الصويا              | مهدرج جزئيًا  | 14.9                    | 42.5                                 | 43.0                                 | 1: 13.4                                    | 34.9                                 | 2.6                                  | 37.6                                 |                                  |
| عباد الشمس              |              | 8.99                    | 62.9                                 | 63.4                                 | 1 : 128                                    | 20.5                                 | 0.16                                 | 20.7                                 | 227 / 440                        |
| زيت الجوز               | غير مكرر     | 9.1                     | 22.2                                 | 22.8                                 | 1 : 5                                      | 52.9                                 | 10.4                                 | 63.3                                 | 160 / 320                        |